# Лендово-Буди
Лендово-Буди (пол. Lendowo-Budy) — село в Польщі, у гміні Нові Пекути Високомазовецького повіту Підляського воєводства.
Населення — 49 осіб (2011).
У 1975-1998 роках село належало до Ломжинського воєводства.

## Демографія
Демографічна структура станом на 31 березня 2011 року:
|          | Загалом | Допрацездатний вік | Працездатний вік | Постпрацездатний вік |
| -------- | ------- | ------------------ | ---------------- | -------------------- |
| Чоловіки | 23      | 3                  | 15               | 5                    |
| Жінки    | 26      | 6                  | 14               | 6                    |
| Разом    | 49      | 9                  | 29               | 11                   |